# موری (اندیکا)
موری، روستایی از توابع شهرستان اندیکا  در استان خوزستان ایران است.

## جمعیت
این روستا در دهستان چلو قرار دارد و براساس سرشماری مرکز آمار ایران در سال ۱۳۸۵، جمعیت آن ۱۵۹ نفر (۲۵خانوار) بوده‌است.